# کوسکوس ابریشمی
کوسکوس ابریشمی (نام علمی: Phalanger sericeus) نام یک گونه از سرده پره‌کیسه‌دارها است.